# هانس يواخيم هويزينغر
هانس-يواخيم هويزينغر (بالألمانية: Hans-Joachim Heusinger) (7 أبريل 1925 – 26 يونيو 2019) كان سياسيًا ألمانيًا وشخصية قيادية في الحزب الليبرالي الديمقراطي في ألمانيا الشرقية (LDPD)، أحد الأحزاب التابعة للجبهة الوطنية في جمهورية ألمانيا الديمقراطية (ألمانيا الشرقية). شغل منصب **وزير العدل** لفترة طويلة ضمن حكومات ألمانيا الشرقية، قبل أن يُجبر على الاستقالة خلال أحداث الثورة السلمية عام 1989.

## المسيرة السياسية
انضم هويزينغر إلى الحزب الليبرالي الديمقراطي (LDPD) بعد الحرب العالمية الثانية، والذي كان أحد الأحزاب المرخصة تحت قيادة الحزب الاشتراكي الموحد لألمانيا (SED) في ألمانيا الشرقية. ارتقى في المناصب التنظيمية والحكومية حتى أصبح من أبرز شخصيات الحزب، وتولى منصب وزير العدل في حكومة ألمانيا الشرقية.

## وزارة العدل
خلال فترة توليه وزارة العدل، لعب دورًا في تنفيذ السياسات القضائية للدولة الاشتراكية، وكان أحد الداعمين للمنظومة القانونية التي خضعت لتوجيهات الدولة المركزية. واجهت سياساته انتقادات متزايدة مع تصاعد المعارضة السياسية وحركة الحقوق المدنية في أواخر الثمانينيات.

## الثورة السلمية والتنحي
في عام 1989، ومع بداية الثورة السلمية في ألمانيا الشرقية، تزايد الضغط الشعبي والمطالب بالإصلاح، مما أدى إلى تنحيه عن منصبه كوزير للعدل، إلى جانب عدد من الشخصيات الحكومية الأخرى المرتبطة بالنظام السابق.

## وفاته
توفي هويزينغر في 26 يونيو 2019 عن عمر ناهز 94 عامًا.